# Diagram Pareta

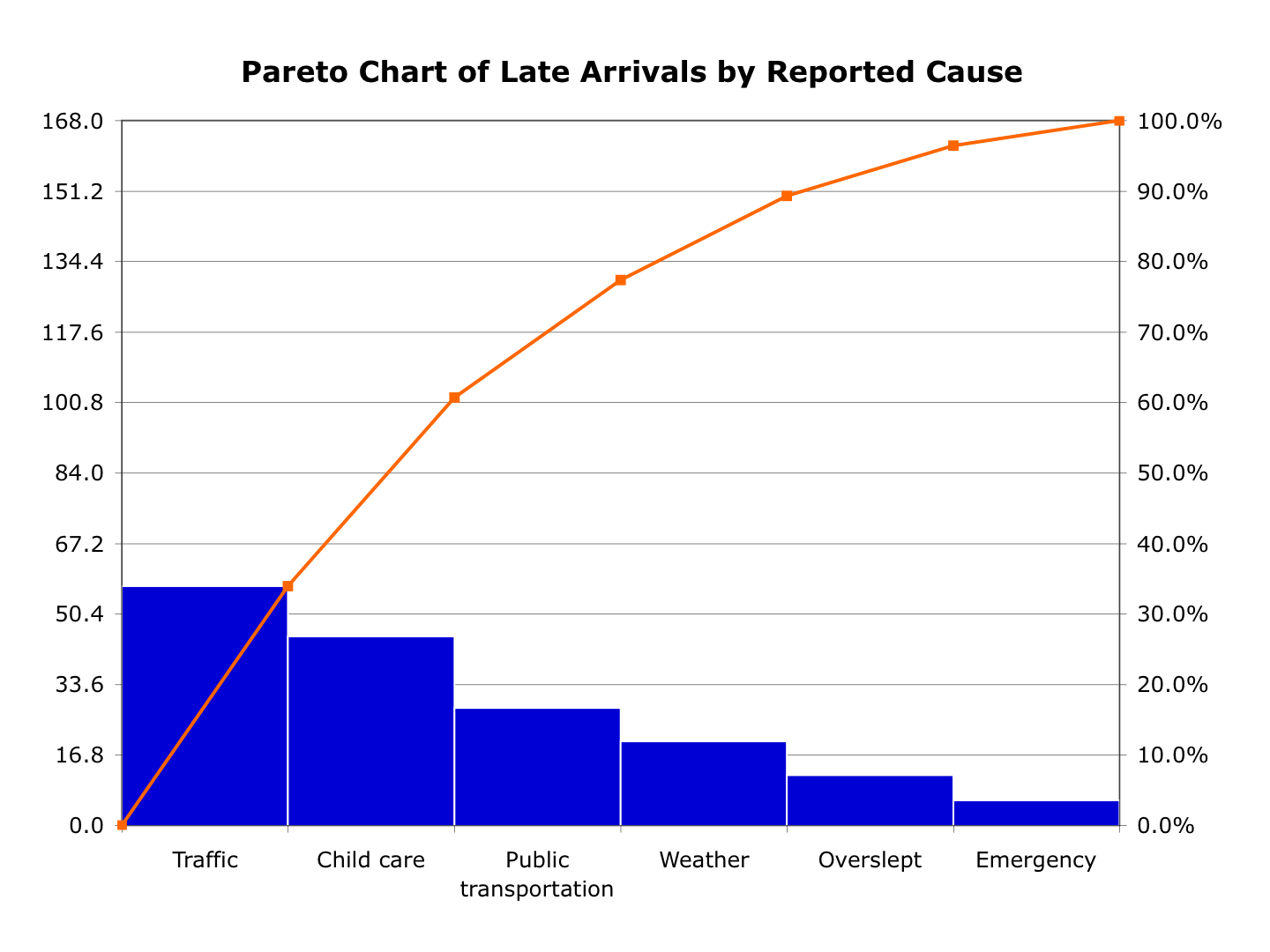
Prosty przykład diagramu Pareta, ukazującego na hipotetycznych danych przyczyny spóźnień do pracy.

Diagram Pareta lub Pareta-Lorenza jest rodzajem wykresu, zawierającego zarówno słupki, jak i wykres liniowy. Słupki pokazują wartości w porządku malejącym, a wykres liniowy pokazuje skumulowane sumy każdej kategorii od lewej do prawej. Diagram został nazwany od Vilfreda Pareta.
Lewa oś pionowa zwykle zawiera częstości obserwacji, jednak może też reprezentować koszt lub inną ważną miarę. Prawa oś pionowa reprezentuje skumulowany procent wszystkich obserwacji, sumaryczny koszt, lub sumę wybranej miary. Ponieważ przyczyny są uszeregowane malejąco, funkcja ta jest wklęsła.
Celem jest pokazanie najbardziej istotnych spośród (zwykle) dużej liczby czynników. W kontroli jakości diagram Pareta zwykle reprezentuje najczęstsze przyczyny uszkodzeń, najczęstsze ich typy, najczęstsze przyczyny reklamacji itp.

## Etapy przeprowadzania analizy Pareta-Lorenza
1. Wybór analizowanych czynników (zbieranie informacji o procesie)
2. Wybór jednostek miar (wybór mierzalnych wielkości)
3. Wybór przedziału czasowego
4. Wyznaczenie osi
5. Uszeregowanie przyczyn mających wpływ na proces ze względu na ich siłę oddziaływania
6. Wyznaczenie skumulowanych wartości procentowych przyczyn
7. Sporządzenie wykresu Pareta-Lorenza